# Месје 6
Месје 6 (М6) је расејано звездано јато у сазвежђу Шкорпија које се налази у Месјеовом каталогу објеката дубоког неба.
Деклинација објекта је - 32° 15' 30" а ректасцензија 17h 40m 20,0s. Привидна величина (магнитуда) објекта М6 износи 4,2 а фотографска магнитуда 4,5. М6 је још познат и под ознакама NGC 6405, OCL 1030, ESO 455-SC30, Butterly cluster.